# César Vizcarra
César Vizcarra Vargas (Moquegua, 18 de noviembre de 1927 - 1993) fue un político peruano del APRA. Era el padre de Martín Vizcarra, presidente de la República del Perú desde el 23 de marzo de 2018 hasta el 10 de noviembre de 2020.

## Biografía
Nació en Moquegua, Perú, el 18 de noviembre de 1927, hijo de Juan Alberto Vizcarra Espejo y Victoria Vargas.
A la edad de veinte años dirigió la Juventud Aprista Peruana. En las elecciones municipales de 1966 fue elegido como alcalde de la provincia de Mariscal Nieto.
En 1978 fue elegido como uno de los treinta y siete representantes apristas que conformarían la Asamblea Constituyente. Fue también Prefecto de Moquegua.
Falleció en 1993 de una enfermedad respiratoria.